# 王梦恕
王梦恕（1938年12月24日—2018年9月20日），河南焦作温县人，中国隧道工程专家、中国工程院院士。毕业于唐山铁道学院（今西南交通大学），生前担任北京交通大学土木建筑工程学院教授，全國人大代表。其关于中国高速铁路、2011年甬台温铁路列车追尾事故等相关社会事件的评论在社会上引起广泛关注和争论。他曾被提名为“2011年中国科学年度人物”。他也是渤海海峡跨海通道（即烟大海底隧道）战略规划研究项目组组长。

## 成就
- 引入新奧工法
  - 雷公尖隧道
  - 主持修建大瑶山隧道[6]
  - 军都山隧道
- 创立了浅埋暗挖法
  - 复兴门站折返线
  - 西单站

## 言论

### 广深港高铁一地两检
王夢恕也曾對廣深港高速鐵路發表意見，他認為香港政府沒有把高鐵設計權交給中央，導致設計耽誤多時，所需費用較中國內地貴一倍以上，又認為香港負責高鐵的班子很落後、很慢。他稱中央要接通香港，且不會做登記，形容香港都是中國的土地，坐高鐵應該要「不檢，不簽證」。他更直言內地對香港太嬌慣，「內地要接通，要通過就通過」，認為香港是中國的一個省，「誰不聽話就滾出去」。
但王此番言論不被部分人如香港立法會議員田北辰認同，認為王夢恕根本不理解《基本法》，「根本不知道香港是一個特區」，是間接否定鄧小平的一國兩制。他稱王夢恕誤解一國兩制是過渡性安排，以為《基本法》實施50年後便會失效，但只要一國兩制不走樣、不變形、不引致危害國家安全的事發生，《基本法》的法律價值便不會成疑，也沒有終止時效。「中央政府應該協助王夢恕認識一國兩制」。他認為其言論不可能代表中央意念。時事評論員劉銳紹認為王言論明顯損害了一國兩制，但是側面反映了北京當局的看法，是北京對一國兩制已失去了耐性的表現。